# The Best of UFO
The Best of UFO es un álbum recopilatorio de la banda británica de hard rock y heavy metal UFO, publicado en año 2003 por EMI Music y distribuido por CEMA Specials Markets, como parte de una compilación de varios artistas titulada Ten Best Series. Por ello, también se conoce como Best of UFO: Ten Best Series.
Incluye canciones de los discos más exitosos de los años setenta, como también del álbum No Place to Run de 1980. De igual manera posee dos temas tomadas del disco en vivo Strangers in the Night de 1979.

## Lista de canciones
| N.º | Título                           | Duración |  |
| 1.  | «Lights Out» (en vivo)           | 5:06     |  |
| 2.  | «Only You Can Rock Me» (en vivo) | 4:06     |  |
| 3.  | «Too Hot to Handle»              | 3:37     |  |
| 4.  | «Love to Love»                   | 7:39     |  |
| 5.  | «Doctor Doctor»                  | 4:09     |  |
| 6.  | «Rock Bottom»                    | 6:29     |  |
| 7.  | «Lettin' Go»                     | 3:53     |  |
| 8.  | «Cherry»                         | 3:34     |  |
| 9.  | «Out in the Street»              | 5:12     |  |
| 10. | «Mystery Train»                  | 3:54     |  |